# راجر میودر
راجر میودر (انگلیسی: Roger Mayweather; ۲۴ آوریل ۱۹۶۱ – ۱۷ مارس ۲۰۲۰) بوکسور اهل ایالات متحده آمریکا بود.